# Kirgiski Związek Piłki Nożnej
Federacja piłkarska Republiki Kirgiskiej (kirg. Кыргыз Республикасынын футбол федерациясы, trb. Kyrgyz Respublikasynyn futbol federacijasy, ros. Федерация Футбола Киргизской Республики, trb. Federacija futbola Kirgizskoj Respubliki) – ogólnokrajowy związek sportowy, działający na terenie Kirgistanu, będący jedynym prawnym reprezentantem kirgiskiej piłki nożnej, zarówno mężczyzn, jak i kobiet, we wszystkich kategoriach wiekowych w kraju i za granicą. Siedziba związku mieści się w Biszkeku. 

## Historia
Związek powstał w 25 lutego 1992 roku po uzyskaniu niepodległości Kirgistanu. W 1993 poprzez głosowanie zdecydowano o przystąpieniu Kirgistanu do Piłkarskiej Federacji Azji (AFC). Najpierw był członkiem asocjacyjnym, a w 1994 oficjalnie przystąpił do AFC. Również w tym że roku dołączył do FIFA. Chociaż Federacja Piłkarska Kirgistanu została przyjęta do FIFA i AFC w 1994 roku, reprezentacja Kirgistanu mogła grać mecze międzynarodowe pod auspicjami FIFA od 1992 roku. Pierwszym Prezydentem został wybrany Amangeldy Muralijew. W grudniu 2008 stanowisko Prezydenta objął Ajbek Ałybajew. Od grudnia 2012 Prezydentem związku jest Sapardurdy Toýlyýew

## Prezesowie
- 1992 – 2008: Amangeldy Muralijew
- 2009 – 2012: Ajbek Ałybajew
- od 2012: Semetej Sułtanow